# Ulveham
Singles de Gåte
Svarteboka
(2023)
Chansons représentant la Norvège au Concours Eurovision de la chanson
Queen of Kings de Alessandra
(2023)
Ulveham est une chanson du groupe de folk rock norvégien Gåte. Elle a été sélectionnée pour représenter la Norvège au Concours Eurovision de la chanson 2024 à Malmö.

## Contexte et composition
La chanson est écrite par Sveinung Sundli et Ronny Janssen et sort 12 décembre 2023 sur l'EP Vandrar en tant que titre avant d''être raccourcie et republiée en tant que single le 15 janvier 2024  lorsque la chanson a été sélectionnée pour participer au Melodi Grand Prix 2024. La chanson est une interprétation moderne d'une ballade médiévale norvégienne vieille de plus de mille ans connue sous le nom de Møya i ulveham (en français : « La Pucelle à la peau de loup »). Le début de la chanson comporte un kulning, cri de berger traditionnel et le contenu lyrique initial s'inspire d'un manuscrit du milieu du XIXe siècle du Telemar, reprenant certains passages mais avec un langage actuel.
Le principal attrait de l'histoire Møya i ulveham est qu'une jeune fille est transformée en aiguille, en couteau, puis en épée par sa méchante belle-mère. Cependant, les gens continuent de l'apprécier tout au long de ses transformations, provoquant la colère de sa belle-mère. Alors, pour la punir encore plus, la belle-mère la transforme en loup. Cela se termine avec la belle-mère, enceinte d'un enfant, qui se jette sur le loup. Pour lever la malédiction, la louve boit le sang de son demi-frère à naître.
La chanson intègre des rythmes électroniques et divers instruments, tels que le nyckelharpa, les guitares électriques et la batterie. Il utilise des grognements de métal avec des paroles comme vocalisation de fond.
Il existe une prédominance de ballades similaires dans les traditions danoises et suédoises. La version danoise, intitulée "Jomfruen i ulveham" ("La Vierge à la peau de loup"), et les versions suédoises, où un jeune homme se transforme en loup dans "Den förtrollade riddaren" ("Le chevalier ensorcelé"), soulignent le résonance interculturelle de ce récit.

## Melodi Grand Prix
La chanson a été sélectionnée pour participer au Grand Prix Melodi 2024 et était la dernière entrée dans la demi-finale 2 le samedi 20 janvier 2024. Lors de la demi-finale, Ulveham fait partie des trois chansons qui sélectionnée pour la finale à Trondheim Spektrum le samedi 3 Février 2024. Dans les semaines précédant la finale, la chanson est devenue favorite pour remporter la sélection nationale et le 3 février 2023, elle remporte effectivement le Melodi Grand Prix et est sélectionnée pour représenter la Norvège au Concours Eurovision de la chanson 2024.